# Sword (gruppo musicale canadese)
Gli Sword sono un gruppo musicale heavy metal canadese fondato dai fratelli Dan e Rick Hughes nel 1981 a Saint-Bruno, in Québec..

## Storia del gruppo

### 1986-1989: Gli Sword negli anni '80
Gli Sword si formarono nel 1981 a Saint-Bruno, in Québec, su iniziativa dei fratelli Dan e Rick Hughes. A loro si unirono il chitarrista Mike Plant e il bassista Mike Larocque nella prima formazione della band. Originariamente nati come tribute band dei Kiss, la band evolve presto componendo brani propri e sviluppando un sound originale. Nel 1984 ottengono il primo contratto discografico con l'etichetta degli April Wine chiamata Aquarius Records, per esordire nel 1986 con l'album Metalized. L'album fu ottimamente accolto dalla critica che parlava del loro suono "molto heavy" come un incrocio tra "il primo album dei Savatage e i Metal Church". Il brano Stoned Again fu poi inserito nella compilazione Ear of Living Dangerously (Relativity, 1986) e poi, dopo esser stati ospiti nel programma radiofonico newyorkese  Metalshop, lo stesso brano fu inserito nella compilazione Metalshop - Radio's Weekly Metal Magazine (Week Of February 6, 1987) (MJI Broadcasting, 1987). All'album seguirono diversi tour, tra cui quello negli Stati Uniti come spalla di Alice Cooper e poi quello in Europa con i Motörhead. In seguito furono poi scelti per aprire i concerti in Quebec dei Metallica per il tour dell'album Master of Puppets.
Nel 1988 viene pubblicato Sweet Dreams (Aquarius Records), un album che conferma le capacità della band, confezionando un album meno ruvido del precedente che metteva molta più cura nella scrittura dei brani.
Fu però anche a causa dell'incrinarsi dei rapporti con l'etichetta discografica durante la lavorazione del terzo album, che Mike Plant decise di lasciare il gruppo che di li a poco si sciolse.

### 1990-2010: Nel periodo di inattività
Nel 1993 Rick Hughes forma i Saints & Sinners, con cui ha pubblicato un album omonimo. Il chitarrista Stéphane Dufour si è poi unito al gruppo.
Nel 2006, la Aquarius Records ha pubblicato una compilation intitolata The Best of Sword. Nel frattempo, Hughes pubblica un album solista intitolato Train d'enfer.
Nel 2009, l'etichetta Krescendo Records ha ristampato Metalized, l'album di debutto della band.

### 2011-in poi: Il ritorno degli Sword
Gli Sword tornarono sul palco per la prima volta in quindici anni l'8 luglio 2011, esibendosi dal vivo a La Baie, Quebec. Un secondo concerto di reunion si è tenuto il 10 luglio 2011 all'Imperial Theatre del Quebec. Nel 2012, il gruppo ha partecipato al festival Keep it True, organizzato in Germania, così come all'Heavy MTL. Saranno sempre più attivi dal 2016 con l'uscita dell'album Live Hammersmith registrato nel 1987 durante il loro tour a supporto dei Motörhead. Visitano di nuovo la Germania, questa volta come headliner dell'Harder Than Steel Festival oltre a una serie di concerti sold-out in Quebec. Il 2018 vedrà l'uscita del loro terzo album in studio per l'etichetta Combat Records.

## Formazione
- Rick Hughes - voce
- Mike Plant - chitarra
- Mike Larock - basso
- Dan Hughes - batteria

## Discografia

### Demo
- Demo '86 - 1986

### Full-length
- 1986 - Metalized
- 1988 - Sweet Dreams
- 2016 - Live Hammersmith
- 2022 - III

### Raccolte
- The Best of Sword - 2006